# Juan Fabiani y Díaz de Cabria
Juan Fabiani y Díaz de Cabria (nacido en lugar y año desconocido-Zaragoza, 30 de mayo de 1933) fue un político conservador español. Militó en la Unión Patriótica.

## Biografía
A sus rentas como propietario rústico en Sástago y Zaragoza unía todo un conjunto de actividades relacionadas con el comercio y la transformación de productos agrarios. 

Como comisario regio de comercio, presidió una asamblea provincial de agricultores zaragozanos para tomar medidas ante una plaga de langosta.
Siendo gobernador civil de Logroño, el 19 de enero de 1930 se creó por su iniciativa una comisión que estudiara el cambio de nombre de la provincia, que pasaría a llamarse "de la Rioja", movimiento que desapareció con la llegada de la II República y no fue retomado hasta 50 años después.
Se casó y tuvo un hijo llamado Ramón
Murió en Zaragoza, el 30 de mayo de 1932 a las 10 de la noche.

## Cargos políticos y económicos
Cargos políticos:
- Concejal en el Ayuntamiento de Zaragoza (1906),
- Diputado provincial por el distrito Pilar-La Almunia (1915-1919)
- Presidente de la Junta Provincial de Fomento (xxxx-1916[6])
- Comisario regio del Consejo Provincial de Fomento de Zaragoza (en torno a 1922),
- Alcalde de Zaragoza (1923-1924)
- Gobernador civil de Logroño (1926-1927).

Otros cargos:
- Directivo de la Asociación de Labradores de Zaragoza
- Miembro del Consejo de Administración de la Caja de Ahorros y Monte de Piedad.
- Representante de la Asociación de Labradores de Zaragoza en la Cámara de la Propiedad Rústica (RD de 6-IX-1929).
- Presidente de la Cruz Roja (12 de febrero de 1926 - ??)[7]

Méritos:
- [Gentilhombre de cámara con ejercicio] en el año 1926 por [Alfonso XIII].
- Gran Cruz de Isabel la Católica.[8]